# Spoetnik Boys
De Spoetnik Boys was een Nederlandse band uit Volendam met dixieland en rock-'n-rollmuziek. De band trad op van 1957 tot 1960 en wordt herinnerd als een van de voorlopers in de Palingsound.

## Geschiedenis
De band werd in 1957 opgericht door Dick Bond (Bub), Joop Buijs (Vracht) en Nick de Wit. De naam werd bedacht door De Wit en ontleende hij aan de lancering van de eerste Spoetnik-satelliet tijdens het hoogtepunt van de Koude Oorlog. De band wordt ook wel de eerste echte rock-'n-rollband van Volendam genoemd en speelde dixieland en de eerste rock-'n-rollmuziek van die tijd, zoals van Little Richard en Buddy Holly.
De band wordt nu nog vooral herinnerd als een van de eerste bands in de Palingsound en vanwege de start van de muzikale loopbaan van Cees Veerman, een van de latere zangers van The Cats. Veerman sprong in 1959 uit het publiek op het podium en zong een nummer van Elvis Presley. Dankzij deze act werd hij vanaf dat moment de zanger van de band.
Toen de voetbalclub Volendam in 1959 ten koste van Limburgia promoveerde naar de eredivisie, zong voetballer Dick Maurer met de Spoetnik Boys het nummer "We got the whole world" van Mahalia Jackson. Het optreden werd rechtstreeks uitgezonden op de radio, wat voor dat moment een unieke gebeurtenis was. De band werd in 1960 opgeheven.